# Paspalum pictum
Paspalum pictum är en gräsart som beskrevs av Erik Leonard Ekman. Paspalum pictum ingår i släktet tvillinghirser, och familjen gräs. Inga underarter finns listade i Catalogue of Life.